# 库尔德斯坦总统委员会
库尔德斯坦总统委员会是伊拉克库尔德斯坦自治区政府的一个政府机构，该机构包括政府的总统和副总统，议会的议长和副议长，政府总理和副总理，以及对伊拉克库尔德斯坦的参谋总长。